# تاريخ المكسيك العسكري

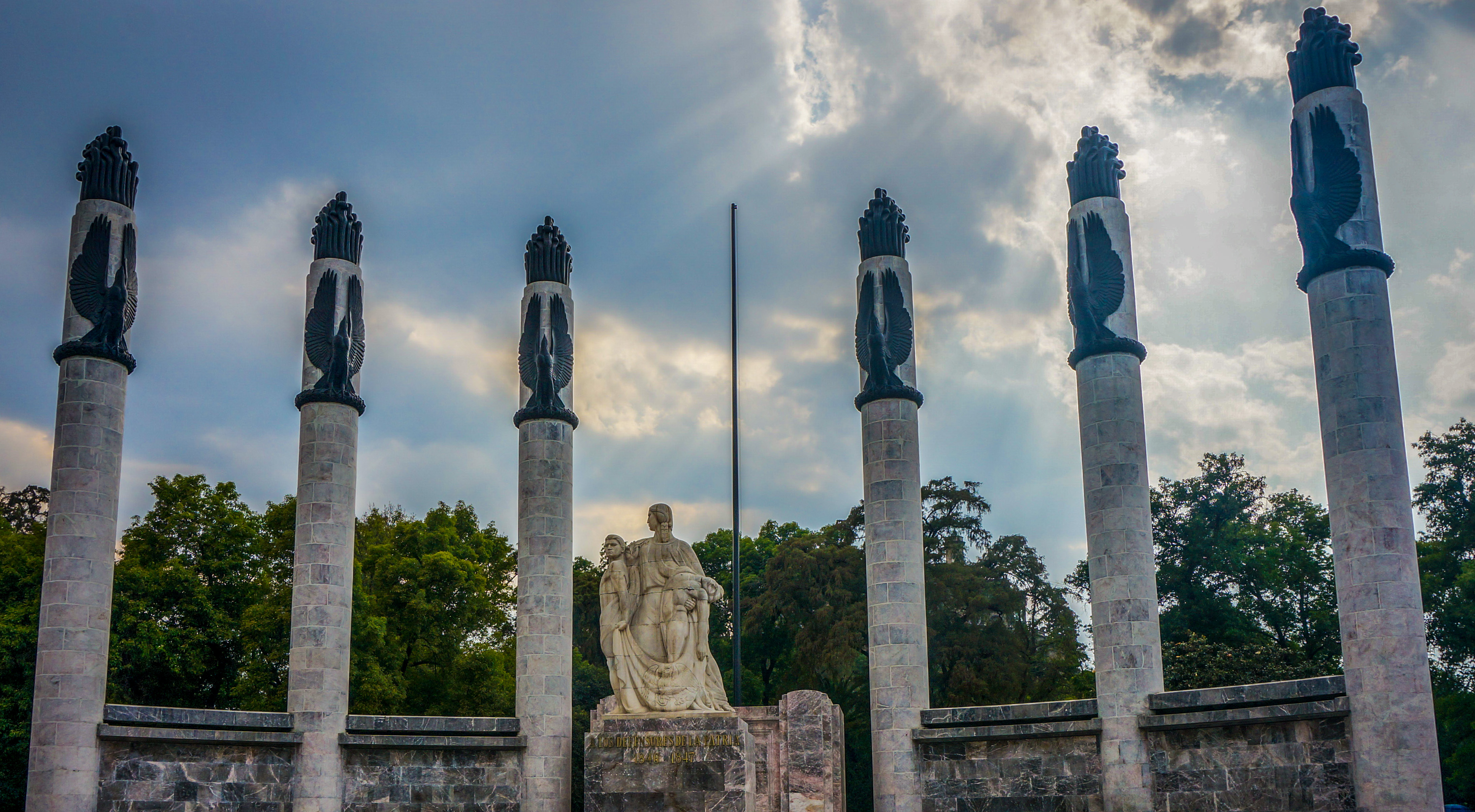

تاريخ المكسيك العسكري يشمل النزاعات المسلحة في الأراضي المكسيكية، منذ ما قبل وصول الأوروبيين في عام 1519 إلى وقتنا هذا. تاريخ المكسيك العسكري مليء بثورات محدودة وغزوات أجنبية وحروب أهلية وانتفاضات من السكان الأصليين وانقلابات من قادة عسكريين ساخطين. لم يتأسس جيش الفترة الاستعمارية المكسيكي إلا في القرن الثامن عشر. بعد الغزو الإسباني لِوسط المكسيك في أوائل القرن السادس عشر، لم يعتمد التاج الإسباني على جيش ماكِث، لكنه رد التهديدات الخارجية للغزو البريطاني بحشد جيش ماكث لأول مرة بعد حرب السنوات السبع (1756-1763). الوحدات والميليشيات التابعة للجيش النظامي كان لها تاريخ قصير، حين أدى اضطراب إسبانيا من جراء الغزو النابليوني في أوائل القرن التاسع عشر إلى ظهور تمردات مطالِبة بالاستقلال، يدفعها كفاح جماهير غير مدربة عسكريًّا من أجل استقلال المكسيك. شهدت حرب الاستقلال المكسيكية (1810-1821) تقاتُل القوات الملكية والقوات المتمردة تقاتُلًا انتهى إلى طريق مسدود في عام 1820. انفرج ذلك الطريق المسدود حين تحول ضابط ملكي، هو أغوستين دي إتوربيدي، إلى جبهة المتمردين، وأقنع زعيم القوات المتمردة فيسنتي غيريرو بالانخراط في حركة استقلال موحَّدة، مشكِّلًا «جيش الضمانات الثلاثة». كان على الجيش الملكي أن يقرر أسَيَدعم المكسيك المستقلة أم لا. ضعفت الدولة بانهيار الولاية الإسبانية وقيام أول مَلكية بزعامة إتوربيدي، قبل قيام جمهورية. تحمل الجيش والكنيسة الكاثوليكية الرومانية فترة الاستقلال، وخرجا منها خروجًا أفضل. هيمن العسكر على تاريخ المكسيك في القرن التاسع عشر، ولا سيما الجنرال أنطونيو لوبيز دي سانتا آنا، الذي هُزم الجيش المكسيكي تحت قيادته على يد استقلاليين مسلحين من تكساس في عام 1836، وفي الغزو الأمريكي للمكسيك (1846-1848). بعد الإطاحة بسانتا آنا في عام 1855، وتنصيب حكومة ليبرالية السياسة، حظت المكسيك برؤساء مدنيين لفترة وجيزة. كان هدف الإصلاحات الليبرالية التي تبناها بينيتو خواريز هو تقليص نفوذ الجيش والكنية، وقد وضع دستورًا جديدًا يدعم تلك الإصلاحات في عام 1857. ثار المحافظون، المتألفون من ملّاك الأراضي الكبيرة والكنيسة وأغلب الجيش النظامي، على الليبراليين، وقاتلوهم في حرب أهلية. خسر الجيش المحافظ في أرض المعركة. لكن المحافظين لجؤوا إلى حل آخر: دعم التدخل الفرنسي في المكسيك (1862-1865). لم يكن بوسع الجيش المكسيكي الموالي للجمهورية الليبرالية أن يوقف تدخل الجيش الفرنسي، وإن أوقفه لفترة وجيزة بفوزه في ولاية بويبلا يوم 5 مكسيك عام 1862. أيد المحافظون المكسيكيون تنصيب ماكسيميليان هابسبورغ إمبراطورًا للمكسيك، بدعم من الجيشين الفرنسي والمكسيكي. بتدفق المساعدات من الولايات المتحدة إلى حكومة خواريز الجمهورية في المنفى، سحبت فرنسا دعمها العسكري للملكية، وقُبض على ماكسيميليان وأُعدم. الجيش المكسيكي الذي ظهر في أعقاب التدخل الفرنسي كان فتيًّا مجرَّبًا، ولم يكن جزءًا من التقاليد العسكرية التي ترجع إلى الفترة الاستعمارية أو أوائل فترة الاستقلال.
كان الجنرال الليبرالي بورفيريو دياث عضوًا في الجيش المكسيكي الجديد، وكان بطل النصر المكسيكي على الفرنسيين في سينكو دي مايو في عام 1862. ثار على الحكومة الليبرالية المدنية في عام 1876، وظل في منصب الرئاسة من عام 1880 إلى عام 1911 بلا انقطاع. على مدار رئاسته أخذ يُكسب الجيش الجديد احترافية. عندما صار في الثمانين من عمره في عام 1910، كان الجيش المكسيكي قد هرم وصار قوة قتالية غير فعالة. عند اندلاع الثورات ضد نظامه في عام 1910-1911، انتصرت القوات الثائرة انتصارات حاسمة على الجيش الفدرالي (في بداية الثورة المكسيكية التي كانت بين عامَي 1910-1920). استقال دياث من منصبه في مايو 1911، لكن فرانسيسكو ماديرو (الذي كانت الثورة على دياث باسمه سياسيًّا) سرح القوات التمرُّدية وأبقى على الجيش الفدرالي. «هذا القرار وحده كلف ماديرو رئاسته وحياته.» استولى الجنرال العسكري فيكتوريانو ويرتا على الرئاسة في عام 1913، بعدما قُتل ماديرو في الانقلاب. بعد الانقلاب اندلعت حرب أهلية. تكبد جيش ويرتا الفدرالي هزيمة تلو هزيمة على أيدي الجيوش الثورية، قبل أن يتنحى ويرتا في عام 1914. وانحلّ الجيش الفدرالي. نشب بين الفائزين حرب أهلية، خاضها جيل جديد من المحاربين بلا تدرّب عسكري، لكنهم كانوا مقاتلين بالفطرة. في عام 1915 فاز جيش الدستوريين بقيادة فينوستيانو كارانسا مدنيًّا وقيادة الجنرال ألفارو أوبريغون عسكريًّا. واصل العسكر الثوريون الهيمنة على المكسيك في ما بعد الثورة، لكن العسكريين الذين ارتقوا إلى الرئاسة جعلوا الجيش تحت سيطرة مدنية، كابِحين جماحه بصورة منهجية، ورافعين احترافيته في آن واحد. الجيش المكسيكي تحت سيطرة حكومية مدنية، من غير أن يكون أي من جنرالاته العسكريين في الرئاسة منذ عام 1946. كون الجيش في المكسيك تحت سيطرة مدنية يعاكس الوضع في كثير من بلدان أمريكا اللاتينية.
كانت المكسيك بين الحلفاء في الحرب العالمية الثانية، وإحدى بلدين لاتينيتين أرسلتا قوات للخدمة في تلك الحرب. من التطورات الحديثة في الجيش المكسيكي: قمع جيش زاباتيستا للتحرر الوطني في تشياباس في عام 1994، واحتواء تهريب المخدرات، وتأمين الحدود.